# Asociación de Pedagogos de Cuba
La Asociación de Pedagogos de Cuba (APC) es una sociedad científica cubana que agrupa a los docentes y/o investigadores del conjunto de ciencias relacionadas con la actividad pedagógica.
Fue establecida el 6 de marzo de 1989, a propuesta del Presidente Fidel Castro, en la clausura del Congreso Internacional Pedagogía '89. Tiene los objetivos de desarrollar las ciencias pedagógicas en Cuba, promover las investigaciones científicas del área, intercambiar conocimientos mediante publicaciones y eventos y colaborar con asociaciones similares del resto del mundo. Pertenece a la Asociación de Educadores de Latinoamérica y el Caribe.
La APC entrega anualmente el Premio Nacional de Pedagogía. Uno de los ganadores ha sido Fidel Castro.